# 최성욱
최성욱(崔成旭, 1914년 9월 20일 ~ 1972년 4월 17일)은 대한민국의 국회의원이다.

## 학력
- 난카이 대학교 철학과 학사(1937년)
- 대한민국 국방대학교 행정학사 1기(1956년)

## 경력
- 한구시교민단이사
- 삼양기업사장
- 민주당 부산시 영도구당 위원장

## 역대 선거 결과
|  | 38.94% |

|  | 0% |